# 島津久賀
島津 久賀（しまづ ひさか）は、安土桃山時代から江戸時代初期にかけての武将、鹿児島藩士。薩摩島津氏の分家、豊州家7代当主。伊予松山藩2代藩主・松平定頼の伯父。

## 生涯
文禄2年（1593年）、文禄の役の際に父の朝久が朝鮮で病死すると、2年後の文禄4年（1595年）に14歳で朝鮮へ渡海した。慶長の役にも参加し泗川の戦い、更に露梁海戦でも活躍、慶長5年（1600年）に永野（現・鹿児島県薩摩郡さつま町永野）など1,000余石の加増を受けた。慶長12年（1607年）、島津義弘が帖佐から加治木へ居城を移すと、帖佐（現・鹿児島県姶良市）の地頭に就任する。
薩摩藩初代藩主・島津家久の城代家老となり、寛永11年（1634年）、転封により黒木（現・薩摩川内市祁答院町黒木）の領主となっている。寛永14年（1637年）の島原の乱の際は、島津久元と共に大将を仰せ付かった。藩主・家久が亡くなると2代藩主光久にも仕え、それまでの豊後守から豊前守へと官を改めている。正保元年（1644年）没。享年63。
久賀以後、豊州家は帖佐・黒木の領主として代々家老などの要職を歴任している。